# Пер Гюнт (балет Шнитке)
«Пер Гюнт» (нем. Peer Gynt) — трёхактный балет с эпилогом русско-немецкого композитора Альфреда Шнитке на либретто Джона Ноймайера по одноимённой пьесе Генрика Ибсена. Премьера балета состоялась 22 января 1989 года в постановке Джона Ноймайера и исполнении танцовщиками Гамбургского балета в Гамбурге. Новая постановка во второй редакции Джона Ноймайера впервые была представлена труппой Гамбургского балета 28 июня 2015 года в Гамбурге.

## История создания
Свой второй балет Альфред Шнитке создавал по просьбе хореографа Джона Ноймайера и в тесном сотрудничестве с ним. Работа началась во время первого приезда балетмейстера Москву и знакомства с композитором в 1985 году. Ранее Ноймайер уже использовал музыку Шнитке в постановках балетов «Трамвай „Желание“» (1983) и «Отелло» (1985, Кончерто гроссо для двух скрипок и камерного оркестра). Пер Гюнт заинтересовал Шнитке бесконечным количеством неисчерпаемых реализаций, что напоминало ему сюжет о докторе Фаусте. Образы Фауста и Пер Гюнта привлекали композитора своей загадочностью: «Пер Гюнт — странный персонаж, ключа не имеющий, быть может, ещё более странный, нежели Фауст». При этом в беседе с Александром Ивашкиным Альфред Шнитке провёл аналогию с Александром Пушкиным: «У меня ощущение, что Пушкин тоже не имеет единого окончательного решения. О нём столько уже написано, а эта фигура открывает все новое и новое, не искажаясь».
Создание музыки к балету было прервано болезнью композитора — инсультом, от которого он чудом остался в живых. На сайте немецкого нотоиздательства «Сикорский» (Sikorski) датой завершения сочинения указан 1987 год.
В балете действие пьесы Ибсена перенесено в современность. Напряжённая, мрачная и жёсткая музыка Шнитке значительно отличается от лёгких романтических сюит Грига. Балетовед Наталия Зозулина писала: «Важной хореографической идеей являлось „многоголосие“ героя, чей сольный образ Ноймайер вписал в ансамбль двойников». В трёх актах балета Шнитке отразил три различные ипостаси личности героя: «Весь спектакль — это как бы три круга реальности. Низменный, детский; показушный — начиная с театра и кончая сумасшедшим домом, вершина второго акта. И наконец, третий акт — возвращение на новом уровне реальностной ситуации. <…> А концом третьего акта является Эпилог, это — четвёртая реальность. Здесь опять проходит, проживается всё, что было, но на новом уровне». Для Эпилога Ноймайер просил Шнитке сочинить весьма продолжительное adagio, которое «создаёт ирреальную картину».

## Либретто
Краткое содержание приводится по второй редакции балета. В изначальном варианте пролог отсутствовал.
- Пролог. Появление на свет

Пер предстаёт в различных ипостасях.
- Первый акт. Норвегия

Юному Перу грезится полёт по воздуху со своей матерью Озе. Танец на свадьбе в Хэгстеде, где Пер встречает Сольвейг и похищает невесту Ингрид. Полёт над горами. Пер обладает Ингрид, но мечтает о Сольвейг, которая разыскивает его. Мать зовёт Пера.
Реальность или фантастика мира троллей. Пер встречает Зелёного тролля (Женщина в зелёном из пьесы) и позволяет себе слабость не противиться её соблазнам. Пытаясь спасти Пера, Сольвейг звонит в колокола. На полпути к ней Пер решает идти своей собственной дорогой, предпочтя одиночество. Высоко в горах он строит себе жилище, куда приходит Сольвейг. Пер решается на разрыв, ибо не может оставаться с ней.
Пер приходит к умирающей матери и после её смерти начинает свои скитания.
- Второй акт. Скитания по миру и иллюзии

Пер проходит пробы в театре ревю «Шесть цветов радуги» (Rainbow Sextet), его выделяют среди других и принимают в качестве начинающего артиста. Перу удаётся находиться в центре внимание и добиваться успехов. Следующая ступень в построении карьеры — мюзик-холл «Работорговец» (The Slave Handler). Новый успех в фильме в паре с кинозвездой Анитрой. Пер привлекает к себе внимание Анитры, обхаживает её и добивается взаимности. Пер становится восходящей звездой кинематографа. Его слава растёт. Со временем в фильме «Царь мира» (Caeser of the World) играет роль мегаломаньяка, теряет над собой контроль. Изгнание, бегство от себя самого, кошмары приводят к потере личности.
- Третий акт. Возвращение

Пер возвращается в родные края, вспоминает похороны Ингрид. Сольвейг все ещё ждёт его. Пер пытается обрести себя и находит в каждом человеке.
- Эпилог. За пределами мира

Сольвейг узнаёт Пера. Пер узнаёт Сольвейг.

## Действующие лица
- Пер Гюнт
- Озе, мать Пер Гюнта
- Ингрид из Хэгстеда
- Сольвейг
- Зелёный тролль (The Green One)
- Анитра, кинозвезда

## Постановки
- 1989 — 22 января мировая премьера балета в постановке Джона Ноймайера в Гамбургском балете в Гамбурге. Первая постановка была показана на гастролях в Париже, Москве и Ленинграде в 1990 году[9][1].
- 2015 — 28 июня премьера второй редакции Джона Ноймайера на сцене Гамбургского балета в Гамбурге, сценография Юргена Розе (Jürgen Rose), Гамбургский филармонический оркестр. Новая версия постановки балета была представлена в 2016 году в Москве и Санкт-Петербурге[9][1]. Главную партию исполнял Эдвин Ревазов[2]. По словам Джона Ноймайера, хореография в новом «Пер Гюнте» изменена «более чем на половину»[1]. Число alter ego главного героя сократилось с семи до четырёх: невинность, провидец, честолюбие и сомнение, а персонажи Ингрид, Анитра и Зелёная были сведены в единый собирательный образ Другой[2]